# 佛羅里達州第二十三國會選區
佛羅里達州第二十三國會選區（英語：Florida's 23rd congressional district）是美国佛罗里达州的國會選區之一。本區當前的聯邦眾議員為民主黨籍的傑瑞德·莫斯科維茨。

## 選區地理
本區位於佛羅里達半島東南部，包括亨德里縣、馬丁縣、聖露西縣、布勞沃德縣和棕櫚灘縣的一部份。2002年選區重劃後本區幾乎把十六區劈開兩半。一位聯邦法官視為傑利蠑螈的例子，並稱之為「議會中多數赤裸裸的弄權」。當地52%的居民為非裔美國人。

## 歷史
本區根據1990年美國人口普查的結果，於1992年設立。根據库克党派投票指数，本區是民主黨佔優的選區。在2004年美國總統選舉中，24%選票投向了喬治·沃克·布什。